# Nina Seifertová-Šrutová
Nina Seifertová-Šrutová, rozená Antonie, (24. ledna 1886 Petrohrad – 12. ledna 1980 Praha) byla česká pedagožka a spisovatelka.

## Životopis
Rodiče Niny byli Vilém Šrut (26. 5. 1847 – 24. 11. 1910) a Josefa Šrutová-Ullrichová (18. 3. 1855 – 10. 5. 1948). Měla tři sourozence: Alexandra Šruta (5. 9. 1882 Petrohrad – 29. 5. 1970) v Rusku byl zaměstnancem carského ministerstva zahraničí a od roku 1922 v ČSR byl tajemníkem Komitétu pro umožnění studia ruským a ukrajinským studentům, který spadal pod ministerstvo zahraničních věcí, Ludmilu Šrutovou a Ing. Václava Šruta (1895, Petrohrad – 1984, Praha). Byla manželkou Augustina Seiferta (1873 – 1955), ředitele kanceláře Národní rady československé.

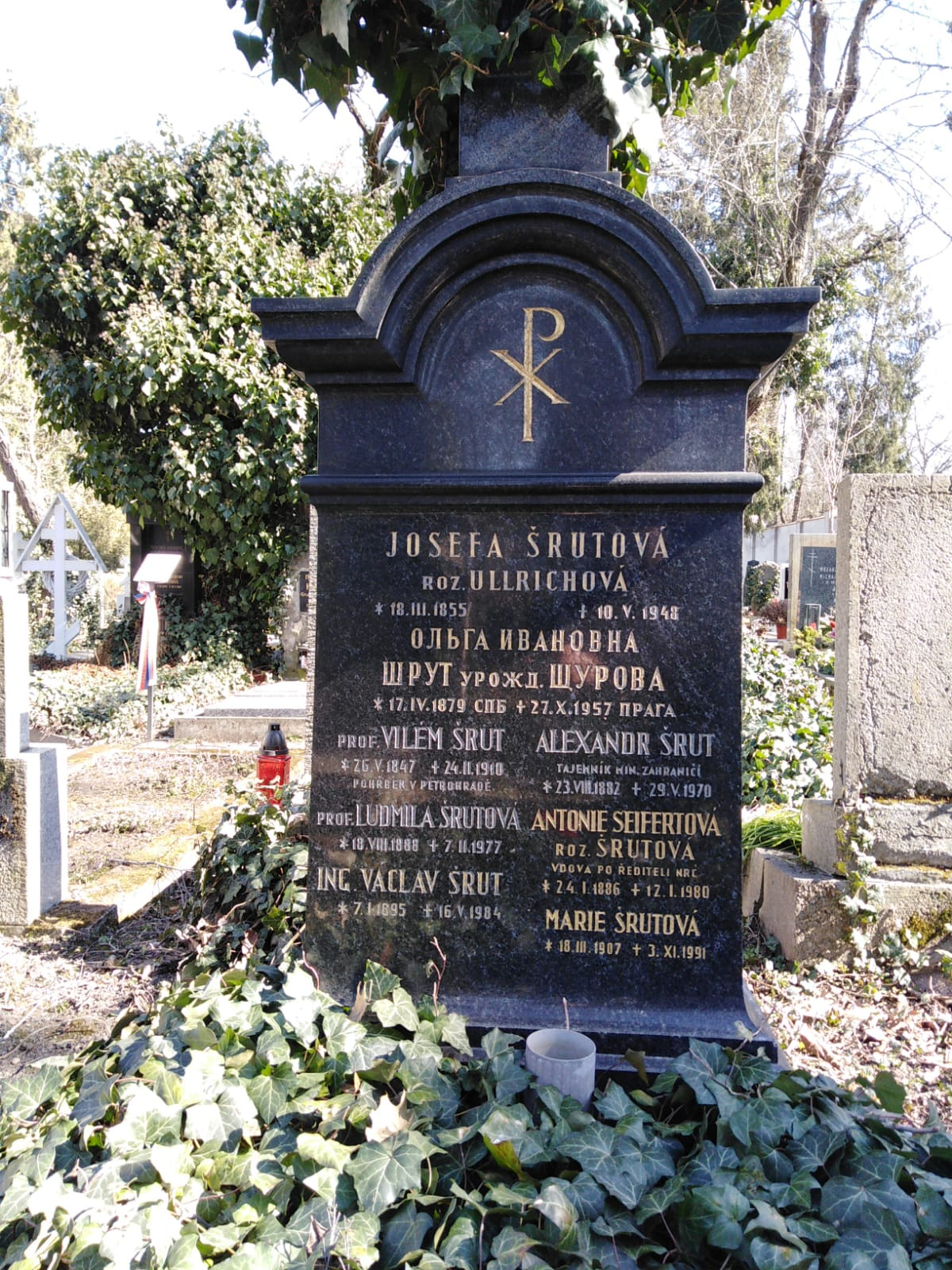

Nina Seifertová-Šrutová vyučovala ruský jazyk a byla autorkou učebnic ruštiny. V Praze I bydlela na adrese Valentinská 1. Pohřbena byla na Olšanských hřbitovech.

## Dílo

### Spisy
- Učebnice ruského jazyka – napsala Nina Seifertová-Šrutová za spolupráce Ludmily Šrutové. Praha: Stání nakladatelství, 1929; 1938
- Největší básník Ruska A. S. Puškin: [1799–1837] – k 100. výročí jeho smrti [mládeži československé] napsaly Nina Seifertová-Šrutová a Ludmila Šrutová. Praha: Jednota slovanských žen, 1937
- Ukázky ruského písemnictví – Nina Seifertová-Šrutová za spolupráce Ludmily Šrutové. Praha: Státní nakladatelství, 1938
- Základy ruského jazyka – napsala Nina Seifertová-Šrutová za spolupráce Ludmily Šrutové. Praha: Státní nakladatelství, 1938
- Učebnik russkogo jazyka = Učebnice ruského jazyka. Část prvá, Základy ruského jazyka – napsala Nina Seifertová-Šrutová za spolupráce Ludmily Šrutové. Praha: Státní nakladatelství, 1945
- Učebnik russkogo jazyka = Učebnice ruského jazyka. Část II., Cvičebnice – napsala Nina Seifertová-Šrutová za spolupráce Ludmily Šrutové. Praha: Státní nakladatelství, 1945
- Učebnik russkogo jazyka = Učebnice ruského jazyka. Část III., Ukázky písemnictví. Slovník – napsala Nina Seifertová-Šrutová za spolupráce Ludmily Šrutové. Praha: Státní nakladatelství, 1945